# Christian Rompf
Christian Rompf (* 24. Dezember 1986 in Gießen) ist ein ehemaliger deutscher Handballspieler. Der Rechtshänder spielte in der 2. Handball-Bundesliga beim TV Hüttenberg auf Linksaußen.

## Karriere

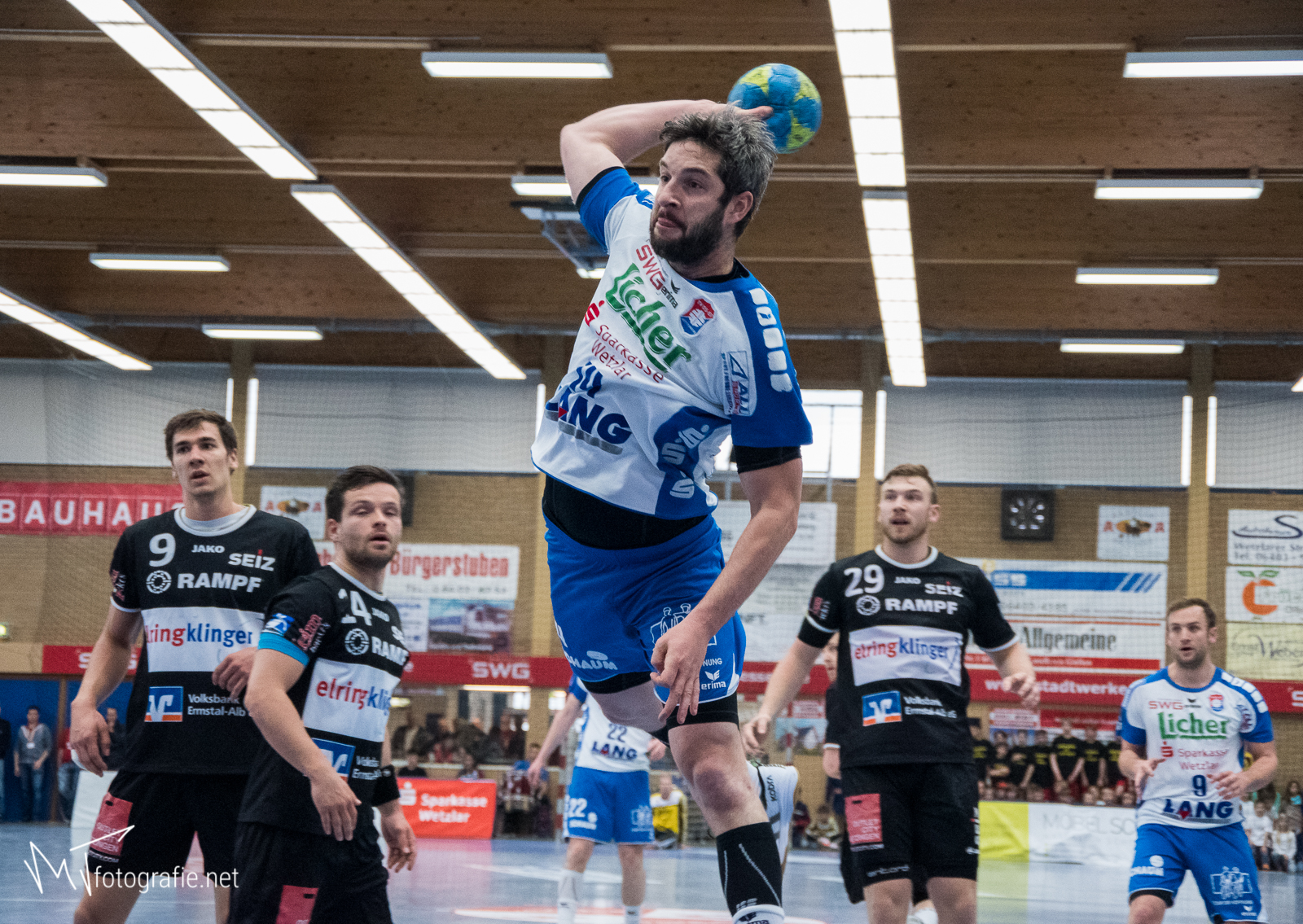
Christian Rompf beim Wurf

Seine Karriere begann er in der Jugend bei der SG Langgöns/Dornholzhausen. Bei der SG durchlief er bis zur B-Jugend alle Jugendmannschaften, ehe er im Jahr 2002 zur HSG Dutenhofen/Münchholzhausen wechselte. Über das Juniorteam der HSG Wetzlar kam er 2010 in das Bundesligateam der HSG Wetzlar. Im Sommer 2016 schloss er sich dem TV Hüttenberg an. Nach der Saison 2021/22 beendete er seine Karriere.

## Privates
Christian Rompf ist gelernter Bauzeichner. 

## Erfolge
- Aufstieg mit dem TV Hüttenberg in die 1. Bundesliga 2017
- Sieger des 1. Beachhandball Cup in Chicago 2013